# هفده سال
هفده سال (انگلیسی: Seventeen Years) یک فیلم در ژانر درام به کارگردانی ژانگ یوان است که در سال ۱۹۹۹ منتشر شد. از بازیگران آن می‌توان به لی جون، لی بینگ‌بینگ و لیو لین اشاره کرد.